# متلادشت
متلادشت، روستایی بسیار زیبا وهموار وپراز چشمه هافراوان از توابع بخش حویق شهرستان طوالش در استان گیلان ایران است.که  از سمت شمالغربی به استان اردبیل و ییلاقات زیبای چوبر وجنوبا امتداد رودخانه بزرگ چوبر وقره دشت والکوفه  متصل میباشد ابشار ریشو یکی از جاذبه های گردشگری این روستاست

## جمعیت
این روستا در دهستان چوبر قرار دارد و براساس سرشماری مرکز آمار ایران در سال 1390، جمعیت آن 227 نفر (66خانوار) بوده‌است.